# Baeacis microphthalmus
Baeacis microphthalmus är en stekelart som beskrevs av Granger 1949. Baeacis microphthalmus ingår i släktet Baeacis och familjen bracksteklar. Inga underarter finns listade.